# Éclipse lunaire du 10 décembre 2011
| Éclipse totale de Lune du 10 décembre 2011 | Éclipse totale de Lune du 10 décembre 2011 |
| ------------------------------------------ | ------------------------------------------ |
|                                            |                                            |
| Gamma                                      | -0,3882                                    |
| Magnitude                                  |                                            |
| Localisation                               | Océan Pacifique, Asie du Sud-Est           |
| Saros (membre de la série)                 | 135 (23 sur 71)                            |
| Durée (h:min:s)                            |                                            |
| Totalité                                   | 51 min 8 s                                 |
| Phases partielles                          | 3 h 32 min 15 s                            |
| Phases pénombrales                         | 5 h 56 min 21 s                            |
| Contacts (UTC)                             |                                            |
| P1                                         | 11:33:36                                   |
| U1                                         | 12:45:43                                   |
| U2                                         | 14:06:16                                   |
| Maximum                                    | 14:31:49                                   |
| U3                                         | 14:57:24                                   |
| U4                                         | 16:17:58                                   |
| P4                                         | 17:29:57                                   |
|                                            |                                            |

L'éclipse lunaire du 10 décembre 2011 est la deuxième éclipse de Lune de l'année 2011. Comme la première, il s'agit d'une éclipse totale, mais celle-ci n'est pas centrale.

## Description de la totalité
Lors d'une éclipse totale, les habitants des zones plongées dans la nuit peuvent observer les phénomènes suivants : une fois la Lune totalement éclipsée, les crépuscules terrestres se reflèteront sur la face visible de la Lune. La Lune apparaît alors avec des couleurs cuivrées, variant de l'orangé au rougeâtre. Puis la Lune finit par ressortir du cône d'ombre de la Terre, tout en reprenant sa couleur habituelle.